# Мухамаду Бухари
Мухамаду Бухари (на английски: Muhammadu Buhari) е нигерийски офицер (генерал-майор) и политик от партията Конгрес на всички прогесисти и бивш президент на Нигерия.
Той е роден на 17 декември 1942 година в Даура. През 1961 година постъпва в армията и малко по-късно завършва военно училище във Великобритания. През 1975 година участва във военния преврат и за кратко е губернатор на Североизточната провинция, след което става министър на нефта и енергетиката. През 1983 година оглавява нов военен преврат и е държавен глава до 1985 година, когато е свален с преврат. В началото на XXI век оглавява партията Конгрес на всички прогесисти и участва неколкократно в президентски избори.
През 2015 година Бухари печели президентските избори срещу действащия президент Гудлък Джонатан и на 29 май заема президентския пост. Това е първият случай на мирно предаване на властта на опозицията в историята на Нигерия.